# Pięciostawiańska Czuba
Pięciostawiańska Czuba (słow. Ľadový hrb) – dwuwierzchołkowe wzniesienie znajdujące się w dolnej części Lodowej Grani w słowackich Tatrach Wysokich. Od Lodowego Zęba na północnym zachodzie oddziela Pięciostawiańską Czubę siodło Zadniego Lodowego Przechodu, a od Pięciostawiańskiej Kopy na południowym wschodzie oddzielona jest Skrajnym Lodowym Przechodem. Na Pięciostawiańską Czubę nie wiodą żadne znakowane szlaki turystyczne, jedynie u jej podnóży przebiegają dwie połączone ścieżki znakowane żółtym i zielonym kolorem prowadzące z Doliny Pięciu Stawów Spiskich na Lodową Przełęcz i Czerwoną Ławkę.

## Historia
Pierwsze wejścia turystyczne:
- Janusz Chmielowski, Károly Jordán, Jan Nowicki, Klemens Bachleda, Paul Spitzkopf i Stanisław Stopka, 14 sierpnia 1903 r. – letnie,
- Valéria Kovárová, Edita Krenová, Manicová, Maňa Mičiková, Bárdoš i Alexander Huba, 19 kwietnia 1946 r. – zimowe.